# F. Gary Gray
Felix Gary Gray (Nova Iorque, 17 de julho de 1969) é um diretor de cinema e produtor de videoclipes estado-unidense.
Ele já dirigiu mais de 30 vídeos musicais para cantores, como Ice Cube, Queen Latifah, TLC, Dr. Dre, Jay-Z e Mary J. Blige, alguns deles trabalhou como assistente do diretor Edgard L.

## Créditos diretoriais

### Filmografia
- Friday (1995)
- Set It Off (1996)
- A Negociação (1998)
- Ryan Caulfield: Year One (1999) TV Séries
- The Italian Job  (2003)
- A Man Apart (2003)
- Be Cool (2005)
- Law Abiding Citizen (2009)
- Straight Outta Compton (2015)
- The Fate of the Furious (2017)
- Men in Black: International (2019)
- Lift (2024)

### Videoclipes
- "It Was a Good Day" por Ice Cube (1992)
- "Natural Born Killaz" por Dr. Dre e Ice Cube (1994)
- "Southernplayalisticadillacmuzik" por OutKast (1994)
- "Black Hand Side" por Queen Latifah (1994)
- "Keep Their Heads Ringin" por Dr. Dre (1995)
- "Waterfalls" por TLC (1995)
- "Diggin' On You" por TLC (1995)
- "If I Could Turn Back the Hands of Time" por R. Kelly (1999)
- "Ms. Jackson" por OutKast (2000)
- "How Come, How Long" por Babyface (2001)
- "I Ain't Goin' Out Like That" por Cypress Hill (2001)
- "When The Ship Goes Down" por Cypress Hill (2001)
- "Bang Bang Boom" por Drag-On (2004)
- "Show Me What You Got" por Jay-Z (2006)